# (3729) Yangzhou
(3729) Yangzhou (1983 VP7) – planetoida z grupy pasa głównego asteroid okrążająca Słońce w ciągu 4,25 lat w średniej odległości 2,62 j.a. Odkryta 1 listopada 1983 roku.